# René Vingerhoedt
René Vingerhoedt (Antwerpen, 29 oktober 1921 -  Antwerpen, 14 februari 2005) was een Belgische biljartlegende.

## Levensloop
Vingerhoedt won 22 Europese titels en werd tweemaal wereldkampioen driebanden (1949 en 1960), een biljartspel waarin hij in de jaren veertig en vijftig van de twintigste eeuw uitblonk. Hij was de eerste die in dit spel een moyenne van meer dan 1 bereikte.
Hij won 37 nationale titels. Toen hij 17 was werd hij wereldkampioen artistiek biljarten. Hij was het grote voorbeeld van Raymond Ceulemans.